# Даглас Лоренс
Даглас Лоренс Осовски (енгл. Douglas Lawrence Osowski), професионално познат као Мистер Лоренс (енгл. Mr. Lawrence), амерички је гласовни глумац, аниматор и сценариста. Најпознатији је по свом раду као сценариста и гласовни глумац за анимиране серије Роков модерни живот и Сунђер Боб Коцкалоне. У Сунђер Бобу је дао глас Шелдону Џ. Планктону, Ларију Јастогу, Фреду и разним ликовима који се понављају од почетка емитовања серије 1999. године.

## Лични живот
Лоренс је одрастао у Ист Брансвику у Њу Џерзију. У средњој школи се током лета појављивао у емисијама уживо у скечевима. Похађао је школу Куберт две године, пре него што је напустио да би се фокусирао на стенд-ап комедију. Познат је по свом раду као сценариста (и, од 10. сезоне, уредник) у анимираној ТВ серији Сунђер Боб Коцкалоне. Он такође позајмљује гласове одређеним ликовима у серији, као што су Планктон, Папагај Лончић (замењујући Пола Тибита од 10. сезоне надаље), Реалистична рибља глава и Лари Јастог.